# Кулин (бан)

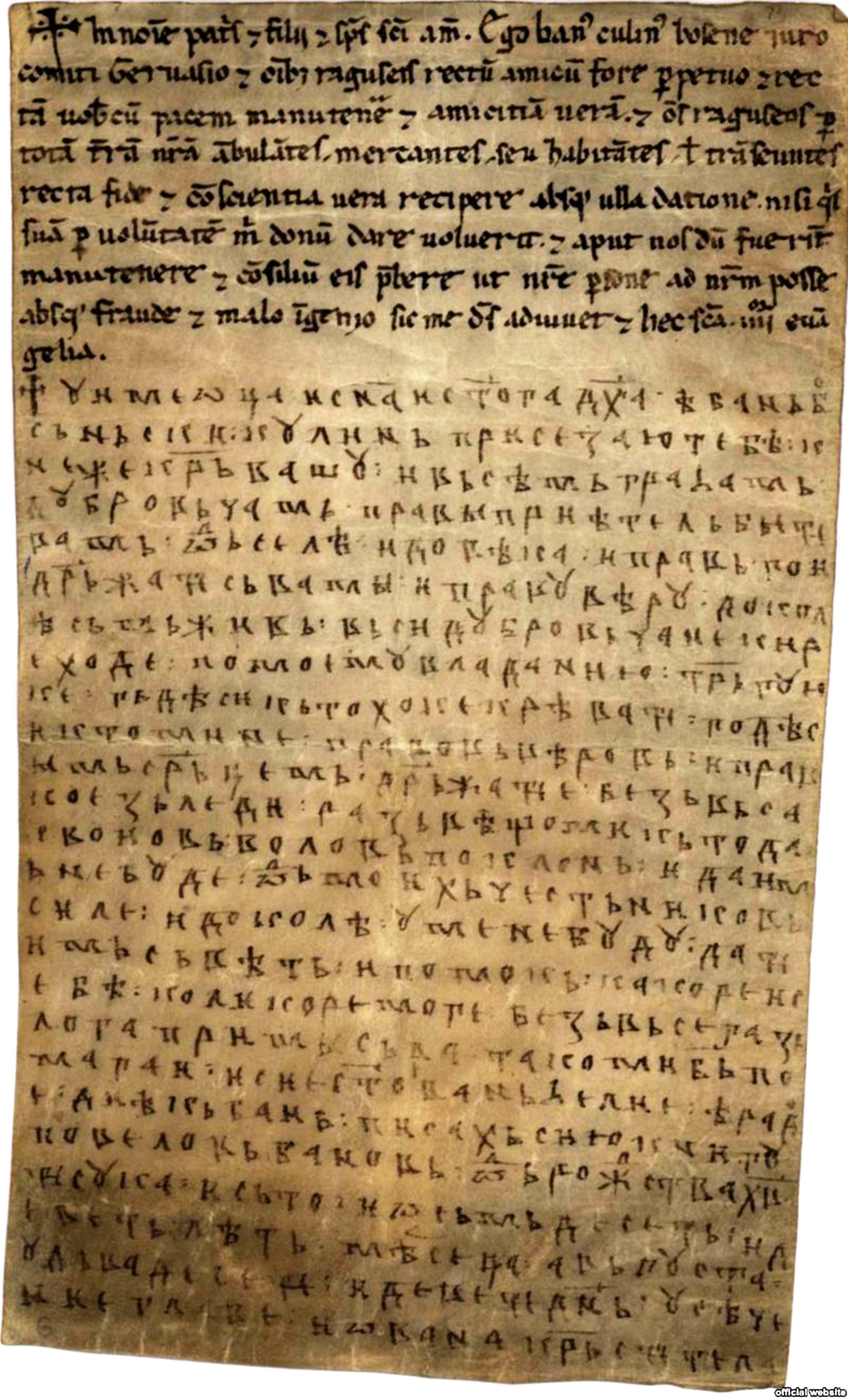
Фрагмент «Повелья бана Кулина»

Кулин (1163—1204) — боснийский бан, правивший страной с 1180 по 1204 год. Был византийским, а впоследствии венгерским вассалом.

## Биография
Кулин — сын первого боснийского бана Борича. За исключением военного похода, в союзе с венгерским королём Белой III и сербами, против Византии 1183 года, когда византийская армия была разгромлена в битве на Великой Мораве. Став вассалом венгерского короля, — бан Кулин мирно правил Боснией. Существовало и существует мнение об изначальной приверженности Кулина манихейской (иначе: богумильской) Боснийской Церкви. В 1199 году правитель соседнего княжества Зета Вукан Неманич обвинил Кулина в богумильстве перед Папой Римским Иннокентием III. По утверждению Вукана, 
В землях венгерского короля, т. е. в Боснии, распространилась ересь немалых размеров, до такой степени, что к ней принадлежит и сам бан Кулин, со своей женой и сестрой своей, вдовой покойного Мирослава Хумского, и многими своими сродниками, и обратил он в ересь свыше десяти тысяч подданных.
 Бан Кулин был тогда вассалом венгерского короля Имре. И вскоре Папа оказал соответствующее давление на бана через Кулинова сюзерена. Тогда в том же 1203 году Кулин организовал сбор на Билином поле, где, в присутствии папского легата Джованни де Казамариса и дубровницкого архидьякона Марина, торжественно заявил о своей приверженности Католической церкви и отрёкся от ереси, в которой его обвиняли. Джованни де Казамарис предложил создать в Боснии три епархии, и отныне у Кулина и его преемников не было конфликтов с католиками.
Для поднятия благосостояния страны бан Кулин возобновил добычу серебряной, медной, железной и свинцовой руд на древних римских рудниках. Живая память народа сохранила о Кулине наилучшие воспоминания, выраженные, в частности, в поговорке: «Za Kulina bana i dobrijeh dana».
Бан Кулин оставил документ, известный как «Грамота бана Кулина», написанный на босанчице. Это — мирный договор с городом-государством Дубровник. В историографии данная грамота считается свидетельством о рождении средневекового Боснийского государства, в котором упоминаются границы Боснии от реки Дрины до Савы на севере и Уны на западе. В этом документе указано, что Босния находится в его, бана Кулина, твёрдом правлении, в стране есть трон и царит порядок. «Грамота бана Кулина» хранится в Эрмитаже, в Санкт-Петербурге.